# Red Cedar Lake (Temagami River)
Der Red Cedar Lake (französisch Lac des Cèdres) ist ein Stausee im Nipissing District der kanadischen Provinz Ontario.  

## Lage
Der See liegt 40 km nördlich des Lake Nipissing. Er entstand durch Aufstau der beiden Flüsse Temagami River und Marten River. Unterhalb der drei Staudämme befindet sich der Thistle Lake. Der Temagami River entwässert die Seen nach Südwesten hin und mündet in den Sturgeon River, der zum Lake Nipissing fließt.
Der Red Cedar Lake ist ein künstlicher See, der ursprünglich für die Holzflößerei aufgestaut wurde. Heute wird das Gefälle von einem Wasserkraftwerk ausgenutzt. Die Wasserstände des Stausees können stark variieren.

## Seefauna
Im See befinden sich Fischpopulationen von Glasaugenbarsch, Hecht, Schwarzbarsch, Amerikanischer Flussbarsch und Amerikanischer Seesaibling.